# Betta St. John

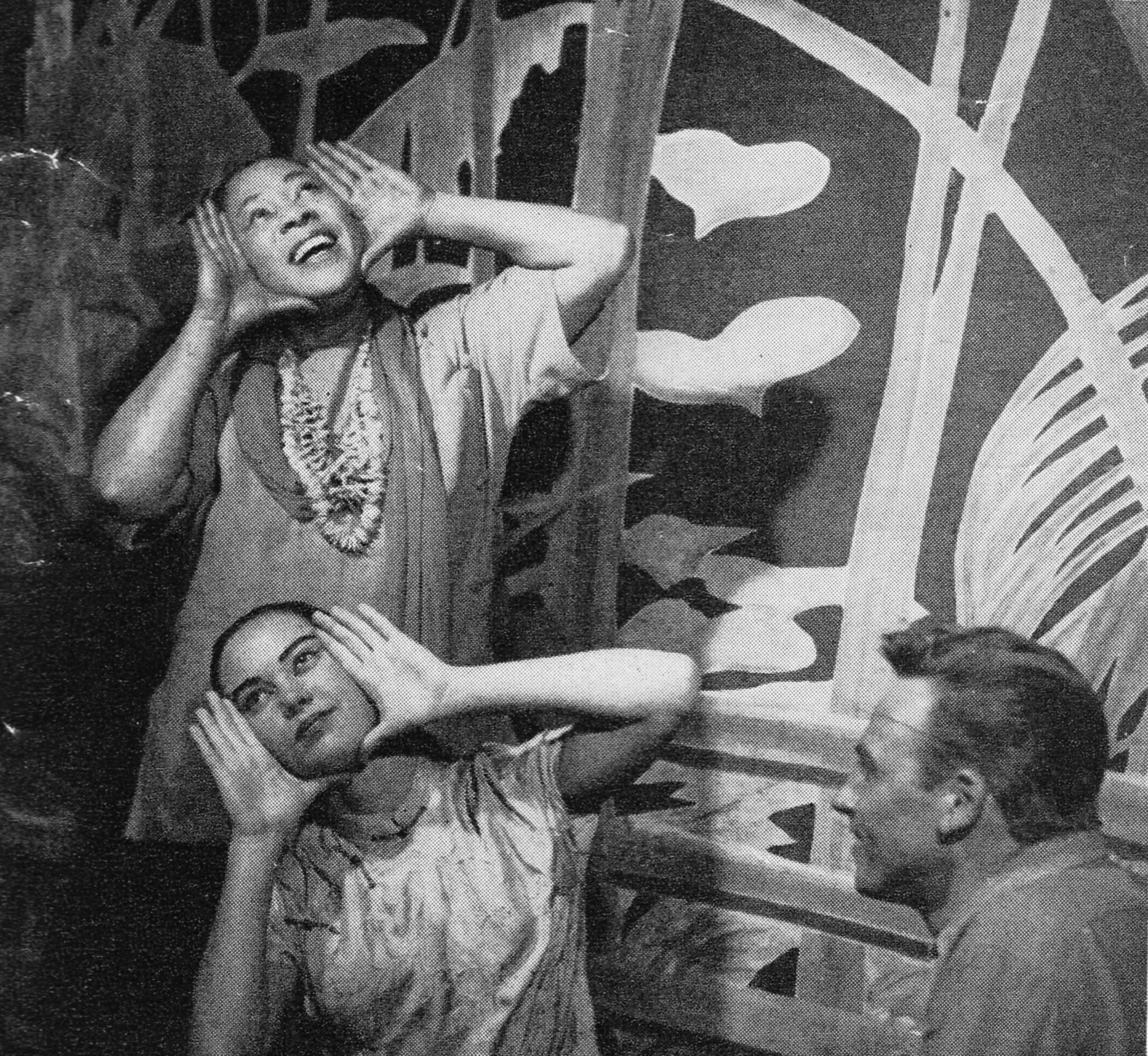
Desde arriba: Juanita Hall como Bloody Mary cantando "Happy Talk", Betta St. John como Liat, y William Tabbert como Lt. Cable en el reparto original de Broadway de South Pacific (1950)

Betta St. John (nacida como Betty Jean Striegler, Hawthorne, California, 26 de noviembre de 1929-Brighton, Inglaterra, 23 de junio de 2023) fue una actriz, cantante y bailarina estadounidense que trabajó en Broadway, el West End y en películas de Hollywood. Comenzó su carrera a los 10 años como actriz infantil en papeles no acreditados en películas de su país natal, Estados Unidos. Como actriz adulta, su primer papel protagonista fue en la película de MGM Dream Wife, junto con Cary Grant, en 1953. Más tarde, residiendo en Inglaterra, apareció en papeles protagonistas en películas británicas como High Tide at Noon, dos películas de Tarzán y las películas de terror Corridors of Blood, con Boris Karloff, y Horror Hotel, con Christopher Lee.  
Fue incluida en el Hawthorne Hall of Fame en 2019.

## Biografía
Betty Jean Striegler nació en Hawthorne, California, el 26 de noviembre de 1929. Junto con Shirley Temple, formó parte de la compañía de actores, cantantes y bailarines Meglin Kiddies.
John debutó en el cine a los diez años con un papel no acreditado en Destry Rides Again (1939), protagonizada por James Stewart y Marlene Dietrich. Luego interpretó a una huérfana en Jane Eyre (1943), protagonizada por Orson Welles y Joan Fontaine, también sin acreditar.
John interpretó un pequeño papel en el musical de Broadway Carousel, de Rodgers y Hammerstein, de 1945 a 1947. Formó parte de la compañía de gira del espectáculo hasta 1949. Ese mismo año, interpretó el papel de Liat en el musical South Pacific, primero en Broadway y después en Londres.
John apareció en las películas de 1953 The Robe, Dream Wife, y All the Brothers Were Valiant', así como en la de 1954 The Student Prince.
Betta St. John protagonizó dos películas de Tarzán, la primera en 1957 Tarzan and the Lost Safari, que fue la primera película de Tarzán rodada en color, y regresó a la franquicia en Tarzan the Magnificent en 1960.
Siguió actuando en películas y series de televisión hasta 1965, antes de abandonar el mundo del espectáculo
John estuvo casada con el actor inglés Peter Grant desde 1952 hasta su muerte en 1992. Tuvieron tres hijos.
Betta St. John falleció en una residencia asistida de Brighton, Inglaterra, el 23 de junio de 2023, a la edad de 93 años.

## Filmografía
| Año  | Título                        | Papel                     | Nota                                       |
| ---- | ----------------------------- | ------------------------- | ------------------------------------------ |
| 1939 | Destry Rides Again            | Niña cantando en un carro | Sin acreditar                              |
| 1940 | Waldo's Last Stand            | Bailarina de alto nivel   | Cortometraje                               |
| 1941 | Lydia                         | Huérfana ciega            | Sin acreditar                              |
| 1943 | Jane Eyre                     | Chica                     | Sin acreditar                              |
| 1953 | The Robe                      | Miriam                    |                                            |
| 1953 | Dream Wife                    | Tarji                     |                                            |
| 1953 | All the Brothers Were Valiant | Chica nativa              |                                            |
| 1954 | Dangerous Mission             | Mary Tiller               |                                            |
| 1954 | The Law vs. Billy the Kid     | Nita Maxwell              |                                            |
| 1954 | The Student Prince            | Princesa Johanna          |                                            |
| 1954 | The Saracen Blade             | Iolanthe Rogliano         |                                            |
| 1955 | The Naked Dawn                | Maria Lopez               |                                            |
| 1955 | Alias John Preston            | Sally Sandford            |                                            |
| 1957 | High Tide at Noon             | Joanna                    |                                            |
| 1957 | Tarzan and the Lost Safari    | Diana Penrod              |                                            |
| 1958 | Corridors of Blood            | Susan                     |                                            |
| 1958 | The Snorkel                   | Jean Edwards              |                                            |
| 1960 | Tarzan the Magnificent        | Fay Ames                  |                                            |
| 1960 | Horror Hotel                  | Patricia Russell          | también conocida como The City of the Dead |